# Joe Corona
Joe Corona (Los Angeles, 9 de julho de 1990), é um futebolista norte-americano que atua como meio-campo. Atualmente, joga pelo Houston Dynamo.

## Carreira
Corona integrou a Seleção Estadunidense de Futebol na Copa Ouro da CONCACAF de 2017.

## Títulos

### Estados Unidos
- Copa Ouro da CONCACAF: 2013 e 2017

### Tijuana
- Liga MX: Apertura 2012

### América
- Liga MX: Apertura 2018